# 褐色海龍
褐色海龍（学名：Syngnathus euchrous），為輻鰭魚綱棘背魚目海龍魚科的其中一種，分布於東太平洋區，從美國加州至墨西哥加利福尼亞灣海域，棲息深度可達11公尺，體長可達25公分，棲息在鰻草床或在海藻叢中飄浮。